# Gran Consiglio (Zurigo)
Il Gran Consiglio del Canton Zurigo (in tedesco Kantonsrat Zürich) è il parlamento del Canton Zurigo. Ha sede a Zurigo.

## Composizione
Il Gran Consiglio è composto da 180 membri eletti per quattro anni. I Granconsiglieri sono eletti su base proporzionale a livello di distretto con un numero di seggi proporzionale alla popolazione: a questo scopo, i grossi distretti possono essere suddivisi in circondari. I membri del Consiglio di Stato, dei tribunali cantonali supremi e dell’Ufficio cantonale del difensore civico non possono essere contemporaneamente eletti al Gran Consiglio.

## Compiti
Il Gran Consiglio dispone del potere legislativo: approva le leggi, i trattati intercantonali e internazionali non di competenza del Consiglio di Stato, e le proposte di revisione della costituzione. Delibera sul bilancio, sull'aliquota dell'imposta cantonale e su altri elementi di pianificazione finanziaria. Esercita anche il controllo su altri organi cantonali, come il Consiglio di Stato, l'amministrazione, e sul funzionamento dei tribunali cantonali supremi.

## Sede
Normalmente il Gran Consiglio si riunisce nella Rathaus a Zurigo. A causa dei lavori di ristrutturazione e della pandemia di COVID-19, a partire dal 2020 fino al 2027 le sedute si sono temporaneamente spostate prima nel centro fieristico di Messe Zürich, poi nella sede di Rathaus Hard all'interno della Bullingerkirche.